# Berborite
La berborite è un minerale.